# 4257 Ubasti
4257 Ubasti (1987 QA) là một tiểu hành tinh Apollo and vật thể gần Trái Đất được phát hiện ngày 23 tháng 8 năm 1987 bởi Jean Mueller ở Đài thiên văn Palomar.